# Sinagoga di Slonim
La sinagoga di Slonim, costruita nel 1642 in stile barocco, è situata a Slonim in Bielorussia. È la più antica delle sinagoghe oggi esistenti in Bielorussia e una delle più antiche di tutta l'Europa orientale. È in gravi condizioni di degrado.

## Storia

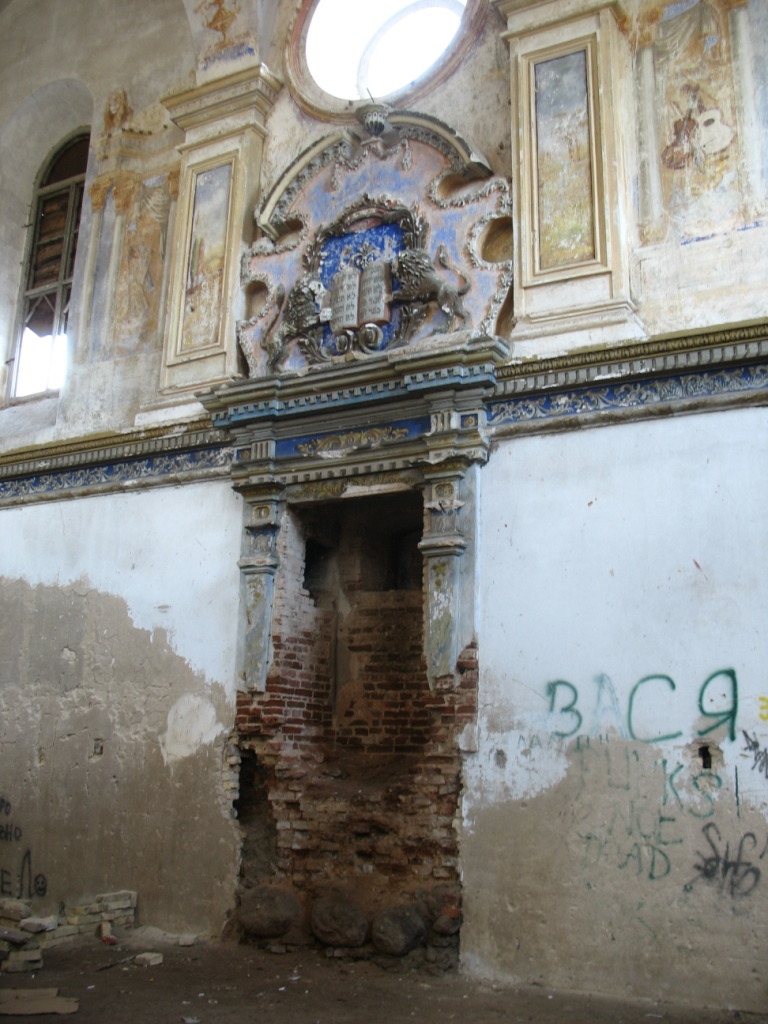
L'arca

Interno

Slonim è uno dei luoghi storici della presenza ebraica nella regione sin dal XVI sec.
La sinagoga di Slonim fu costruita nel 1642 nella piazza del mercato, che ancora oggi si svolge attorno ad essa.
L'edificio monumentale, con una elegante facciata barocca, all'interno riprende uno schema tradizionale delle sinagoghe barocche polacche con una sala a pianta centrale con quattro grandi colonne che delimitano al centro l'area del leggio, sorreggendo i soffitti a volta, riccamente decorati con rilievi a stucco. Particolare della sinagoga di Slonim è la presenza di dipinti murali raffiguranti strumenti musicali e scene bibliche.
Durante l'occupazione tedesca della Bielorussia (1941-1944), Il ricco interno dell'edificio subì gravi danni e gli arredi andarono perduti, ma l'edificio non venne demolito perché serviva come punto di riferimento utile per i voli dell'aviazione militare tedesca.
Con l'Olocausto scomparve la ricca presenza ebraica della regione con il massacro dell'intera popolazione di 39.000 ebrei che prima della guerra abitavano a Slonim. Nel dopoguerra l'edificio della sinagoga fu utilizzato come magazzino per tutta l'era sovietica (1944-1991). L'abbandono ha causato problemi strutturali e gravi condizioni di degrado generali. Nonostante tutto, l'edificio resta la testimonianza di maggior valore artistico tra le poche sinagoghe superstiti presenti oggi in Bielorussia.
Nel 2000, l'edificio è stato restituito all'Unione delle comunità religiose ebraiche della Bielorussia. Dopo decenni di abbandono e degrado, grazie al contributo del  World Monuments Fund si sono eseguiti a cominciare dal 2000 i primi importanti lavori di restauro che dovrebbero restituire all'edificio il suo antico splendore. Le condizioni generali del monumento sono tuttavia al momento ancora estremamente precarie.

## Galleria d'immagini

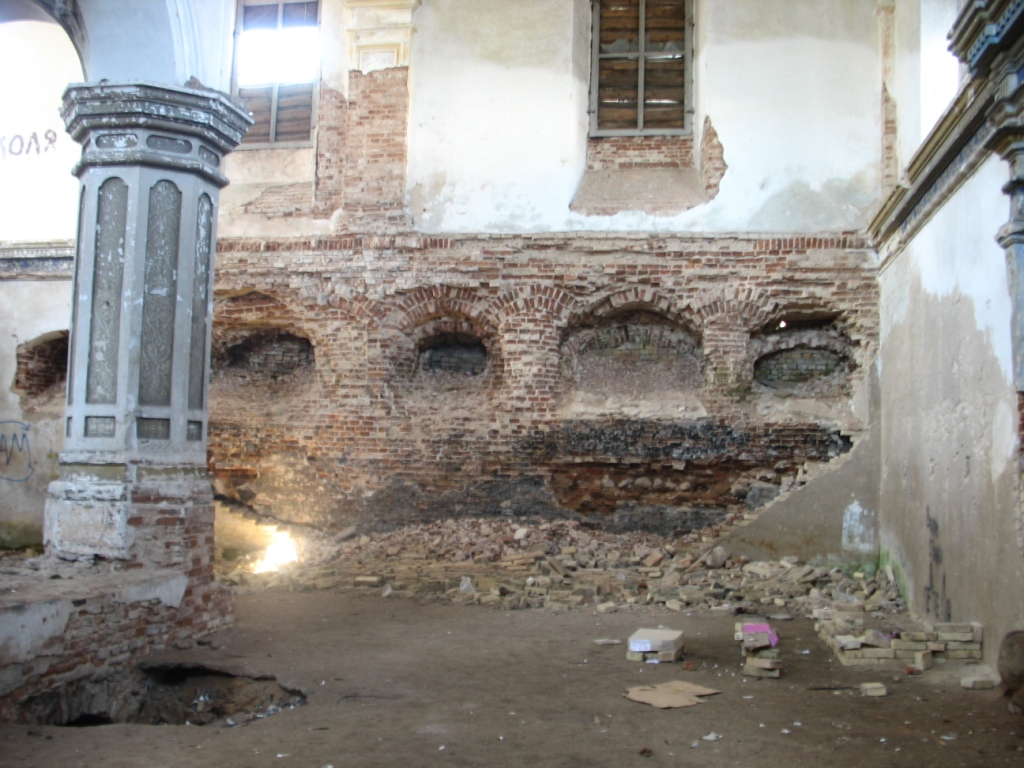
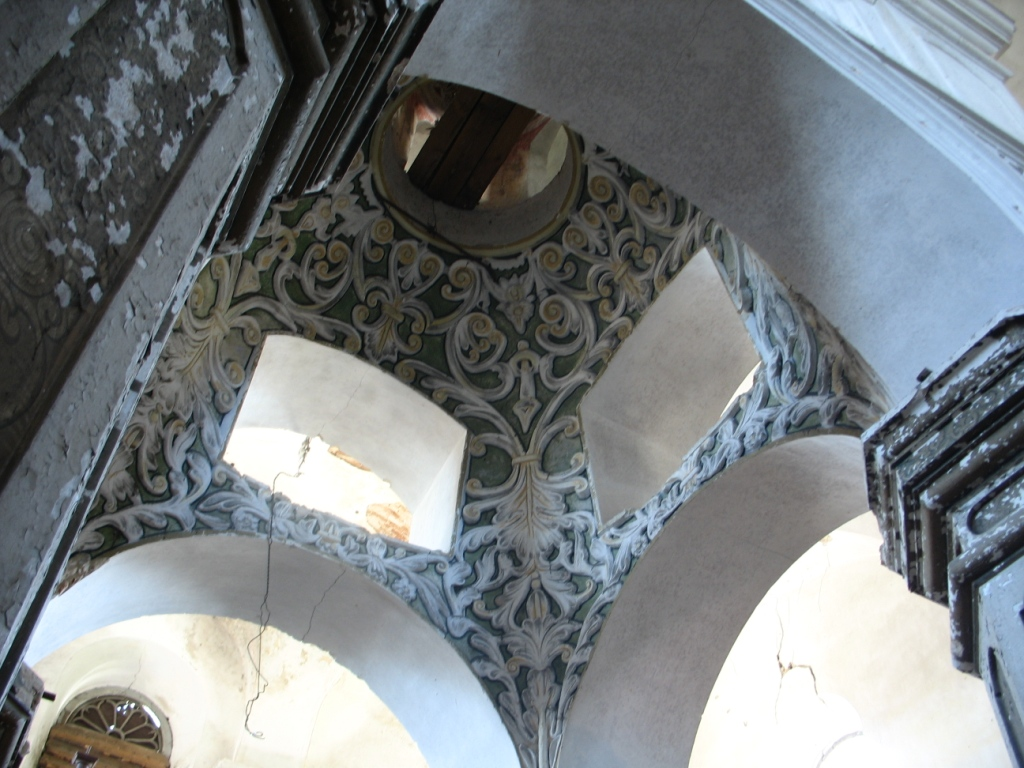
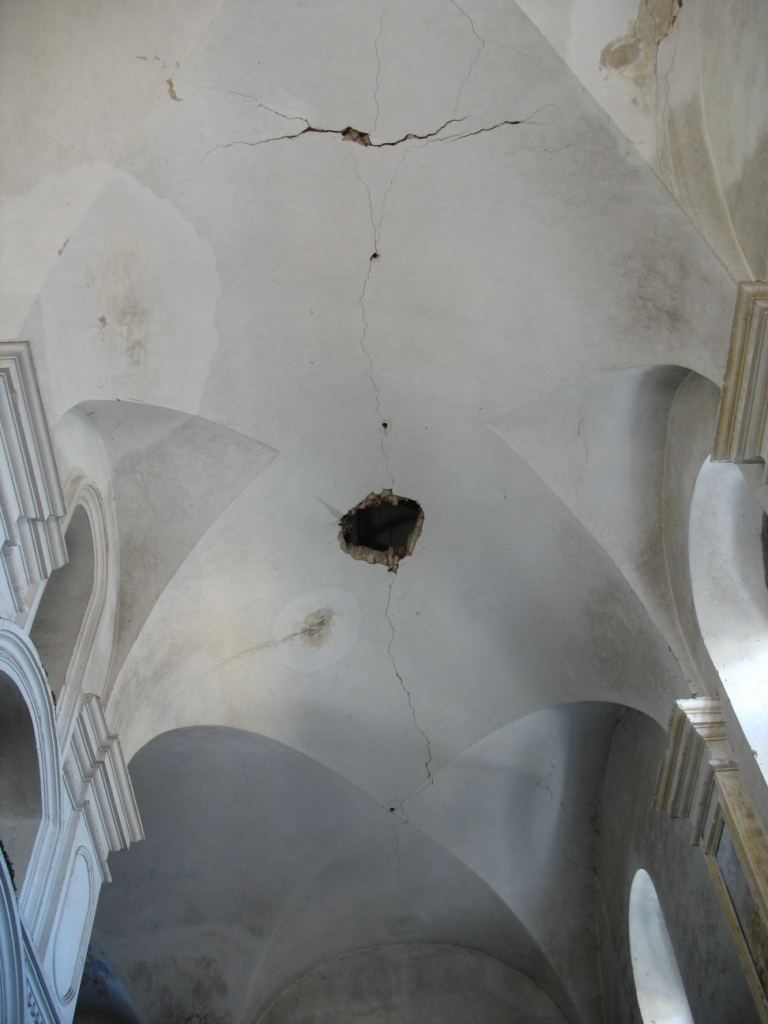